# Challenger Rupes
La Challenger Rupes è una struttura geologica della superficie di Mercurio.